# Елен лопатар
Еленът лопатар (Dama dama) е тревопасен бозайник от разред Чифтокопитни (Artiodactyla).

## Физическа характеристика
Тялото му достига дължина около 140 см и височина до 90 см. Нормалното тегло на мъжките елени е 80 – 90 кг, но може да достигне и до над 200. Женските са по-леки – около 40 килограма.
Рогата на елена са разширени накрая във вид на лопати, като от задната им страна излизат по 7 – 9 израстъка. Напред от главното стъбло са насочени още 2 израстъка. Женските индивиди нямат рога. Кожата им е тъмнокафява с бели овални петна и едри тъмни ивици по средата. Отстрани и по корема е по-светла. През лятото тя е ръждивокафява, а през зимата почти сива. Възможно е да се срещнат бели (албиноси) и черни лопатари.

## Разпространение и биотоп
В диво състояние се среща по югозападното крайбрежие на Мраморно море, южното на Мала Азия и в Северозападна Африка. В ловно-дивечови стопанства и паркове се отглежда в много европейски страни, включително и в България. Еленът лопатар е изчезнал от българските земи преди около десет века и едва в началото на миналия век започва аклиматизацията му.
Обитава равнинни и слабо хълмисти широколистни гори с обширни поляни, като предпочита окрайнините им.

## Начин на живот и хранене
Живее на стада от няколко женски с малките, а мъжките живеят отделно. Достига 20 – 25 годишна възраст.
Храни се с тревиста, дървесна и храстова растителност.

## Размножаване
Чифтосва се през октомври и ноември. Бременността трае 8 месеца. Ражда 1 – 2 малки, които бозаят 3 – 4 месеца. Достигат полова зрялост след 2 години.

## Допълнителни сведения
Поради ограниченото му разпространение има слабо ловно значение. До неотдавна се смяташе, че еленът лопатар е изчезнал от българските земи през ледниковата епоха. Всъщност обаче, са открити костни находки от вида в редица места в страната от следледниково време (край Айтос от римската епоха, Свиленград от късен неолит и др.). По-късно костни останки от елен лопатар от 1 хил. пр.н.е. са открити и в древното селище Ясъ-Тепе край Ямбол и в пластовете от римската епоха в античното селище Кабиле до гр. Ямбол .